# Pomnik ofiar Fortu VII nad Rusałką w Poznaniu (wschodni brzeg)

Rozlokowanie pomników wojennych nad Rusałką w Poznaniu

Pomnik ofiar Fortu VII nad Rusałką w Poznaniu (wschodni brzeg) – pomnik upamiętniający ofiary niemieckich mordów z 1940, zlokalizowany w Poznaniu, nad jeziorem Rusałka, około 100 metrów od wschodniego brzegu (śluzy).

## Charakterystyka
W okresie II wojny światowej Niemcy, realizując program biologicznego wyniszczenia narodu polskiego, zamordowali w Poznaniu kilka tysięcy osób. Do najistotniejszych miejsc kaźni należały: Fort VII i Dom Żołnierza (miejska siedziba Gestapo). Z Fortu VII wywożono więźniów nad Jezioro Rusałka i masowo ich rozstrzeliwano w trzech miejscach, upamiętnionych pomnikami. Łącznie zabito tutaj ponad 2000 Polaków.
Na wschodnim brzegu akwenu znajduje się miejsce, w którym rozstrzelano około 2000 osób w styczniu 1940. Było to największe miejsce kaźni nad brzegami jeziora. Mordów dokonywali funkcjonariusze SS. Punkt ten upamiętniono po wojnie stelą z sześcianów granitowych umieszczoną na dwustopniowym podeście. Na metalowej tablicy umieszczono napis: Tu zostało straconych przez siepaczy hitlerowskich w styczniu 1940 roku 2000 najlepszych synów Ojczyzny. Cześć ich pamięci. Całości towarzyszą betonowe donice z kwiatami.
Dojście możliwe jest od przystanku autobusowego Niestachowska, na zachód, ścieżką pomiędzy nasypami kolejowymi lub od strony jeziora, na wschód, ścieżką wzdłuż linii kolejowej do Piły.